# El sueño
El Sueño è un singolo del cantante indiano Diljit Dosanjh, pubblicato il 19 ottobre 2017. Il brano è stato composto da Lally Mundi.